# Eupalamides amazonensis
Eupalamides amazonensis är en fjärilsart som beskrevs av Constant Vincent Houlbert 1917. Eupalamides amazonensis ingår i släktet Eupalamides och familjen Castniidae. Inga underarter finns listade i Catalogue of Life.